# Private Fernfachhochschule Sachsen
Die Private FernFachHochschule Sachsen in Chemnitz war eine durch das Sächsische Staatsministerium für Wissenschaft und Kunst staatlich anerkannte Fachhochschule. Träger war die F+U gemeinnützige Bildungseinrichtung für Fortbildung und Umschulung Sachsen gGmbH.
Sie nahm ihren Studienbetrieb im Jahre 2005 auf. Das Studium war kostenpflichtig. Stand Januar 2010 läuft der Studienbetrieb an der Hochschule aus. Der Studienbetrieb wurde beendet.

## Studiengänge
Angeboten wurde der Bachelor-Studiengang „Business Engineering and Administration“, der mit dem akademischen Grad „Bachelor of Engineering“ abschloss.